# The Midnight Line (Lee Child)
The Midnight Line (A Fila da Meia-noite) é uma novela policial do escritor inglês Lee Child publicada pela primeira vez em 2017, sendo o vigésimo segundo livro da série em que a personagem major Jack Reacher domina a acção.  A história é contada por um narrador.
Reacher encontra-se de novo no Midwest norteamericano, desta vez levado para uma investigação que envolve o tráfico ilegal de opiáceos, numa situação em que um gangue conseguia utilizar a produção de uma empresa farmacêutica para abastecer a sua rede.
O livro é dedicado respeitosamente a todos os que receberam a condecoração norte-americana Coração Púrpuro cujo número se aproxima de 2 milhões ao longo da história dos EUA. Esta condecoração é atribuída a qualquer membro das forças armadas que tenha sido ferido, morto, ou que tenha morrido ou possa morrer pelos ferimentos.:200

## Resumo
Após ter passado três dias em Milwaukee com Michelle Chang (de Make Me), Jack Reacher está a viajar de autocarro pelo Wisconsin quando, numa paragem, passa numa casa de penhores onde um objecto lhe prende a atenção: um anel de conclusão do curso de 2005 de West Point. Deduzindo que um objecto tão precioso para a sua dona (pelo tamanho) não teria sido vendido de bom grado, atendendo à dificuldade de concluir o curso em West Point, como Reacher bem sabia por também o ter concluído, este suspeita que o anel tenha sido roubado e decide não prosseguir viagem para conhecer a história da venda do anel.
Reacher compra o anel e a seguir questiona o penhorista que lhe diz que o anel lhe foi vendido pelo chefe de um gangue de motoqueiros, o qual, após neutralização dos seus capangas, informa Reacher que obteve o anel de um indivíduo, Scorpio, que administra uma lavandaria automática em Rapid City, South Dakota. Reacher vai para Rapid City ciente de que o motoqueiro irá avisar Scorpio da sua chegada.
Em Rapid City, Reacher encontra duas outras pessoas interessadas em Scorpio: a agente policial Gloria Nakamura, cuja corporação procura encontrar provas das actividades criminosas de Scorpio, e Terrence Bramall, um detective particular contratado por uma mulher rica que vive em Chicago para encontrar a sua irmã desaparecida. Reacher consegue pela força extrair de Scorpio que quem lhe vendeu o anel foi um tal Porterfield, que vive em Mule Crossing, um pequeno lugar (fictício) na cercania de Laramie, Wyoming. Scorpio ordena imediatamente a um seu capanga em Mule Crossing, Billy, para matar sem a menor hesitação Reacher.
Reacher viaja para Laramie e visita noturnamente Mule Crossing, sendo entretanto avisado por Nakamura do telefonema de Scorpio para Billy, porque os telefones do primeiro estavam sob escuta. Reacher obtém também por favor do comandante de West Point a confirmação do nome da finalista do curso de 2005, Rose, que é uma veterana estropiada de guerra de que se perdeu o rasto há cerca de dois anos e que se verifica ser a mulher que Bramall também procura o que leva à conjugação de esforços com Reacher.
O resto da história é a procura por eles da oficial militar desaparecida, sendo crescente a suspeita de que estava envolvida no tráfico ilegal de opiácios, tráfico que Kirk Noble, agente da Drug Enforcement Administration (DEA), está a combater na zona. Reacher e Bramall conseguem descobrir Rose e perceber que ela tinha sido atingida por um Artefato explosivo improvisado no Afeganistão tendo ficado viciada em opiáceos após os tratamentos médicos a que teve de ser sujeita.
O novo traficante de droga que substituiu o fugitivo Billy é neutralizado e depois Reacher faz uma visita a Rapid City onde elimina Scorpio que era a cabeça daquela rede de tráfico de opiácios. Reacher devolve o anel a Rose que promete tratar-se com médicos em vez de recorrer às drogas ilegais e despedem-se. Então Reacher apanha boleia de um carpinteiro que se dirige para o Kansas para trabalhar na reconstrução devida aos tornados.

## Temas
Dois dos temas que perpassam pelo enredo é o do uso da heroína primeiro como medicamento e depois como droga, e a guerra e os ferimentos de guerra como indutor do consumo viciante de drogas para dimimuir a dor.

### Vício em heroína
Child põe na boca de uma agente da DEA que ao princípio a heroína era um ingrediente legal de medicamentos. Aparecia em muitos produtos comercializados com marcas famosas ainda actualmente conhecidas. Havia xarope de heroína para a tosse, inclusive para crianças que era mais forte e não mais fraca. Os médicos prescreviam heroína para crianças irrequietas, e para insónias, nervos e histeria. Os doentes adoravam este tipo de medicamentos, mas milhões ficaram viciados. As farmacêuticas ganharam muito dinheiro facilmente, mas no início da Grande Guerra a heroína legal passou à história.:210
Segundo a mesma personagem, as farmacêuticas nunca se esqueceram dos lucros com o produto e levaram oitenta anos para voltar ao negócio da heroína. Então a heroína tinha má fama, era coisa do sub-mundo, de um punhado de cantores de rock mortos. E por isso fizeram uma versão sintética, uma cópia química, como uma gémea da primeira. Era o mesmo mas agora com um nome sem mancha e colocaram-na em comprimidos brancos impecáveis. E serviam para quê? Para as pessoas se drogarem, mas isso não podia aparecer na embalagem, pelo que se destinavam a parar com as dores.:211
Prossegue o personagem que toda a gente tem dores, certo? Não foi sempre assim. A dor não era ainda uma coisa para ser tratada. E então criaram-se institutos, estabeleceram-se bolsas, os médicos foram convencidos e os pacientes passaram a ter capacidade de auto-medicação. E, em resultado, os EUA foram inundados por centenas de toneladas de heroína em embalagens de bolso. Mas sublinha que a maior parte do produto vai para as pessoas que efectivamente precisam dele pelas boas razões. Recordando também que uma boa parte vai para o mercado negro causando danos elevados. Porque não se deve menosprezar o atractivo alucinogénico de um opiáceo. Segundo os consumidores é uma coisa linda, a melhor coisa porque passaram, e alguns indíduos dizem até que que os atingiu de tal modo que os fez renascer.:211
E conclui o agente da DEA que estas são pessoas normais, tão norte-americanos como a tarte de maçã. O problema é que em breve se viciam, as quantidades consumidas são cada vez maiores, e passa a ser necessário dispor de 100 dólares por dia. E não se vendo a eles mesmos como viciados, consideram que é uma coisa de que se podem orgulhar. O que eles consomem é um produto farmacêutico, produzido num laboratório, mas de facto estão a corer riscos cada vez maiores. No ano anterior ao do livro morreram nos EUA 50.000 pessoas de overdose.:212:213

### Ferimentos de guerra como causador do vício em drogas
O livro expõe também nas palavras de um personagem como os ferimentos de guerra são a causa de muitos veteranos se terem tornado viciados em drogas. Refere-se que a morfina foi inventada em 1805 e que a seringa sub-cutânea data de 1851, uma combinação óptima que ocorreu na época da Guerra Civil norte-americana que deixou centenas de milhar de viciados. Depois com a Grande Guerra foi a mesma coisa. Houve literalmente milhões de viciados na década de 1920.:353

## Apreciação
Segundo Janet Maslin, no The New York Times, os livros de Lee Child têm títulos indefinidos como é o caso de The Midnight Line, mas este pode ser lembrado como aquele do "anel de West Point", que é um marco do enredo diferente dos seus livros anteriores e que aparece logo no Capítulo 1, mas no fim da leitura pode dizer-se que foi aquele que "nos partiu o coração”.
Para Maslin, é um Jack Reacher inesperado o que surge no livro, como uma pessoa compassiva, mas que mantém os seus traços típicos: andarilho, solitário, nós dos dedos do tamanho de nozes, etc. Ao abandoná-lo após três dias juntos, Michelle Chang, a sua parceira em Make Me, deixou a Reacher uma nota comparando-o a Nova York, cidade que “adora visitar, mas onde nunca poderia viver”.
Também para Maslin, Child esteve muito bem ao partir duma questão aparentemente pequena para desenvolver em crescendo a acção, aceleração que desta vez acontece com credibilidade não acabando num desfecho incrivelmente descomunal, o que se verifica em muitos livros de Reacher. Passar de um minúsculo anel para um silo de mísseis seria possível numa obra de Child, mas a busca leva Reacher primeiro a uma lavandaria automática cujo proprietário parece estar a desenvolver alguma actividade ilegal e a quem Reacher ameaça atirar para dentro duma máquina de secar roupa se não lhe der a informação que pretende.
Depois, segundo Maslin, Reacher vai para um lugar remoto do Wyoming que Child retrata especialmente bem. Nem todos os seus livros são visualmente tão poderosos como este pois costumam apresentar longas estradas e paisagens vazias enquanto The Midnight Line descreve uma zona de implantação duma antiga linha ferroviária que é pouco povoada, com estradas de terra e trilhos rochosos não sinalizados e vizinhos que se encontram a 20 milhas de distância uns dos outros. É um lugar óptimo para alguém se esconder e fácil para se tornar viciado em opiáceos.
Ainda segundo Maslin, os maus são os traficantes, mas em The Midnight Line os viciados não são descartados ou tratados como estereótipos. O livro expressa convicções fortes sobre as questões que são levantadas, tendo os últimos capítulos um peso emocional invulgar nas obras anteriores de Child.
Também para Maslin, todos as histórias de Reacher têm de incluir certos princípios básicos para manter os seus leitores fãs felizes, como haver lutas, e Child coreografa uma luta com motoqueiros muito cedo, o que faz agora em piloto automático, tantas as anteriores lutas em que Reacher se viu envolvido. Existem as usuais doses de humor e de insultos da série e o mesmo se verifica quanto ao aspecto instrutivo, pois Child explica a história da heroína como um produto norte-americano e que descreve como uma tragédia relacionada com drogas.
Ainda para Maslin, o livro compartilha momentos clássicos do cânone Reacher, havendo uma cena maravilhosa em que este é confrontado por alguns cowboys. Reacher não entende o que eles querem dele, mas apresenta a sua postura clássica:
“Ele parou com o queixo levantado, na sua altura máxima, ombros para trás, mãos soltas, não como um bicho de circo, mas um pouco maior em tudo do que um tipo normal, o suficiente para que eles notassem. Além dos olhos, dos quais ele achava que a maioria das pessoas gosta, exceto que ele podia piscar e torná-los diferentes, como mudar de canal, como passar de uma conversa amena para um documentário sombrio sobre a sobrevivência pré-histórica de há um milhão de anos.”:262
Finaliza Maslin referindo que este é o tipo de arrogância que manteve a série tão satisfatória para os leitores. Mas The Midnight Line é um caso raro em que Reacher quase não precisa agir desta maneira. E não deveria. E fica muito emocionado apenas por o tentar fazer.